# Herman Sergo
Herman Sergo (* 18. Septemberjul. / 1. Oktober 1911greg. im Dorf Jausa, heute Landgemeinde Hiiumaa, Estland; † 28. September 1989 in Tallinn) war ein estnischer Schriftsteller.

## Leben
Herman Sergo wurde auf der zweitgrößten estnischen Insel, Hiiumaa (deutsch Dagö), geboren. In seiner Jugend fuhr er als Matrose und Steuermann zur See. 1941 schloss er sein Studium als Hochseekapitän an der Tallinner Seeschifffahrtsschule ab. Während des Zweiten Weltkriegs diente er von 1942 bis 1945 in der sowjetischen Roten Armee.
Nach dem Krieg war Sergo von 1945 bis 1948 in Leningrad als Lotse beschäftigt. Anschließend war er von 1948 bis 1966 in hoher Stellung am Tallinner Handelshafen tätig. Von 1948 bis 1955 unterrichtete er am Fischereitechnikum in der estnischen Hauptstadt.

## Literarisches Werk
Hermann Sergo hat zahlreiche belletristische Werke verfasst, in denen das Meer eine tragende Rolle spielt. Seeleute und Küstenbewohner stehen im Mittelpunkt seiner Erzählungen und Romane. Sie spiegeln oft eigene Erfahrungen wider, so die Erzählung Meri kutsub (1960) und der Erzählband Kui ma alles veel noor olin (1980). Der Roman Põgenike laev (1966) behandelt erstmals die Flucht der estnischen Küstenbewohner 1944 vor der sowjetischen Besetzung Estlands. 
1984 erschien in drei Bänden Sergos Roman Näkimadalad. Der Titel leitet sich von der gleichnamigen Untiefe (deutsch Neckmans-Grund) nordnordwestlich der Insel Hiiumaa ab. Sergo schildert das tragische Schicksal der Estlandschweden des 18. Jahrhunderts im Dorf Reigi auf der Insel Hiiumaa, die schließlich ihre Freiheit verlieren und auf Befehl der russischen Zarin in die Südukraine deportiert werden. Der Roman beginnt mit der russischen Eroberung des schwedischen Estlands im Jahr 1710. Sergo erhielt dafür im folgenden Jahr den Juhan-Smuul-Preis. 1989 wurde das Buch verfilmt.
Der Roman Randröövel behandelt das Leben des verschlagenen deutschbaltischen Adligen Otto Reinhold Ludwig von Ungern-Sternberg (1744–1811). Daneben veröffentlichte Sergo den im 14. Jahrhundert spielenden Abenteuerroman Vihavald (1970). Weitere Werke sind der Roman Rukkirahu (1990) sowie die Erzählbände Lootsitoa jutud (1965) und Kauge tule kuma (1975).
1992 erschienen postum seine Memoiren unter dem Titel Viis aastat võõra nime all.